# Jorge Juan y Santacilia

Jorge Juan y Santacilia-popiersie w Mitad del Mundo, Ekwador

Jorge Juan y Santacilia (ur. Novelda, Alicante, 1713, zm. Madryt 1773) – hiszpański wiceadmirał i naukowiec.

## Młodość i edukacja
Jorge Juan urodził się w posiadłości El Fondonet, własności jego dziada Cipriano Juan Vergarain w mieście Novelda, rejonie Alicante. Ochrzczono go w kościele Monforte del Cid. Ojciec Juana Bernardo Juan y Canicia pochodził z potężnego rodu hrabiów Peñalba, matka zaś, doña Violante Santacilia y Soler de Cornellá, z potężnej rodziny ziemiańskiej z Elche.
Gdy Juan miał 3 lata, jego ojciec zmarł. Chłopcem zaopiekowali się jezuici z Alicante. Jego wuj don Antonio Juan, był kanonikiem i nadzorował edukację chłopca. Potem inny wuj, don Cipriano Juan, kawaler maltański, wysłał go do Saragossy na dalsze studia.
W wieku lat 12 został wysłany na Maltę, by zostać przyjętym do zakonu rycerskiego. Został paziem wielkiego mistrza, którym był wówczas don Antonio Manuel de Villena, który uzyskał dla młodzieńca dowództwo oddziału wojskowego w Aliaga w Aragonii. Gdy miał 14 lat, został rycerzem i ślubował zachować celibat do końca życia.
W roku 1729, gdy osiągnął wiek lat 16, powrócił do Hiszpanii, by dostać się do Kompanii Gwardii Morskiej, szkoły dla oficerów marynarki. Dostał się na tę akademię w roku 1730 i studiował geometrię, trygonometrię, nawigację, hydrografię i kartografię. Nauczył się też rysować, muzykować i tańczyć. Studia ukończył w roku 1734. W wieku 22 lat dowodził korwetą w wyprawie przeciw Oranowi i w działaniach wojennych w Neapolu.

## Kariera
W roku 1734 Filip V Burbon wysłał Jorge Juana i innego naukowca, Antonio de Ulloa, by dołączyli do francuskiej wyprawy organizowanej przez paryską Akademię Nauk. Wyprawą dowodził Charles de La Condamine. Mieli mierzyć równik w Ameryce Płd, by zbadać kulistość ziemi. Dnia 26 maja 1735 opuścili Kadyks. Towarzyszył im markiz de Villagarcía, który został właśnie mianowany wicekrólem Peru. Jorge Juan dostał się na statek "El Conquistador", a Antonio de Ulloa na fregatę o nazwie "Incendio". Dotarli do Quito w dzisiejszym Ekwadorze. Po 9 latach badań dowiedli, ze ziemia jest nieco spłaszczona na biegunach.
Po powrocie do Hiszpanii (po 9 latach) został kapitanem.
Minister Zenón de Somodevilla y Bengoechea, markiz Ensenada rozkazał Juanowi udać się do Anglii, by w tajemnicy zbadać metody konstrukcji okrętów w brytyjskich stoczniach. W latach 1748–1751 był szpiegiem przemysłowym w Wielkiej Brytanii. W roku 1749 podróżował incognito jako Mr. Josues, nauczył się, ile tylko mógł, i przywiózł kilku brytyjskich konstruktorów (Matthew Mullan i Richard Rooth). W 1750 roku, po przybiciu do Hiszpanii, zaczęli oni konstruować okręty nowego typu. Zbudowane przez nich jednostki walczyły potem pod Trafalgarem.
W roku 1757 założył Observatorio Astronómico Nacional de España.
W latach 1766–1767 Jorge Juan y Santacilia był pierwszym ambasadorem Hiszpanii w Maroku.
Juan zmarł w Madrycie w roku 1773 w wieku lat 60. Został pochowany w kościele San Martín.

## Wybrane dzieła
- Compendio de navegación (1757)

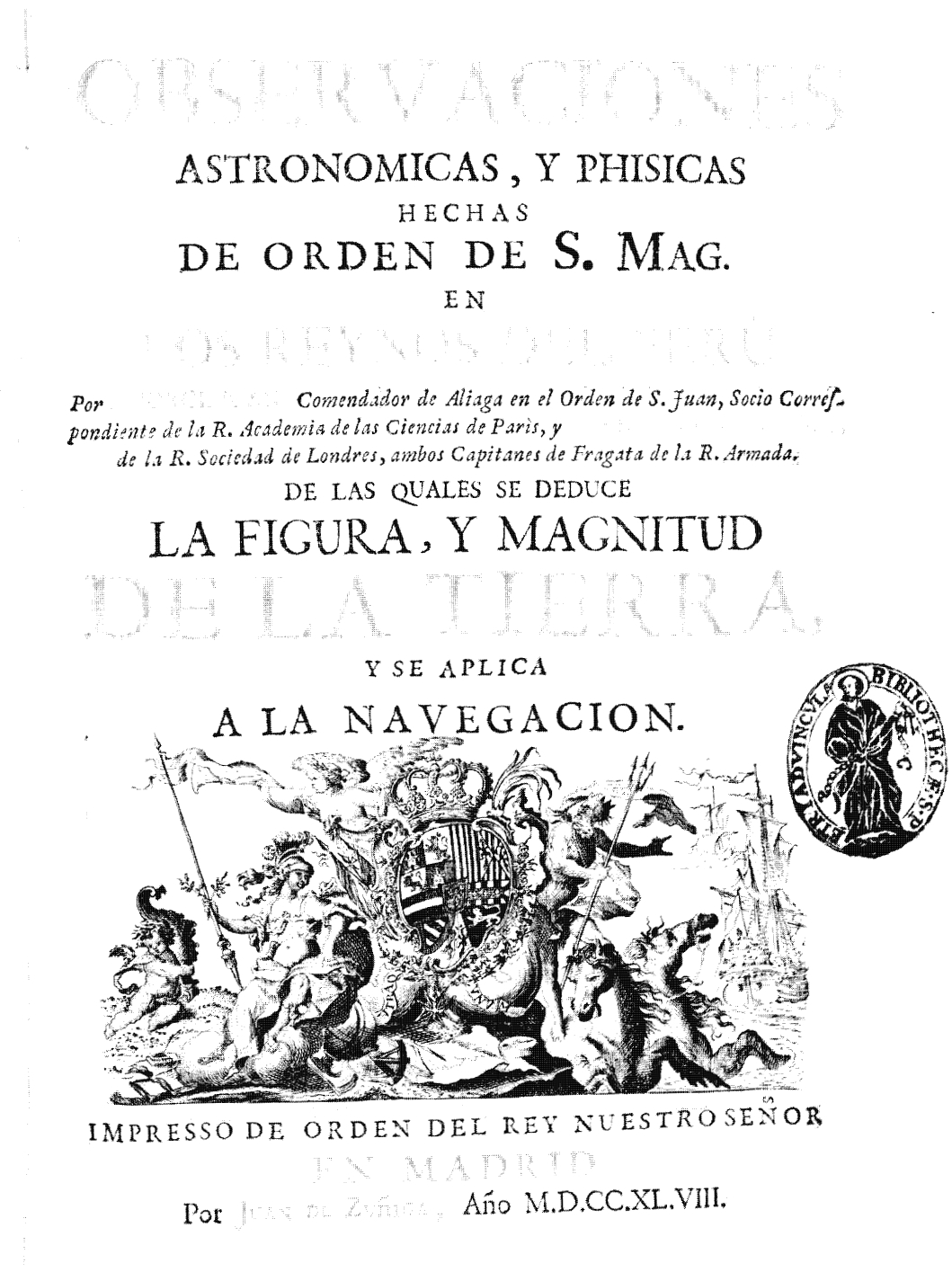
Observaciones astronomicas y phisicas, 1748

- Examen marítimo teórico-práctico (1771)
- Estado de la astronomía en Europa (1774)

## Dzieła powstałe we współpracy zAntonio de Ulloa
- Plan del camino de Quito al río Esmeraldas, según las observaciones astronómicas de Jorge Juan y Antonio de Ulloa (1736-1742)
- Observaciones astronómicas y físicas hechas en los Reinos del Perú (Madrid, 1748)
- Relación histórica del viaje hecho de orden de su Majestad a la América Meridional (Madrid, 1748)
- Disertación Histórica y Geográfica sobre el Meridiano de Demarcación entre los dominios de España y Portugal (1749)
- Noticias Secretas de América, sobre el estado naval, militar y político del Perú y provincia de Quito (1748, publicadas en Londres en 1826), cuya publicación fue prohibida por el gobierno español.